# Lütfi Bajá

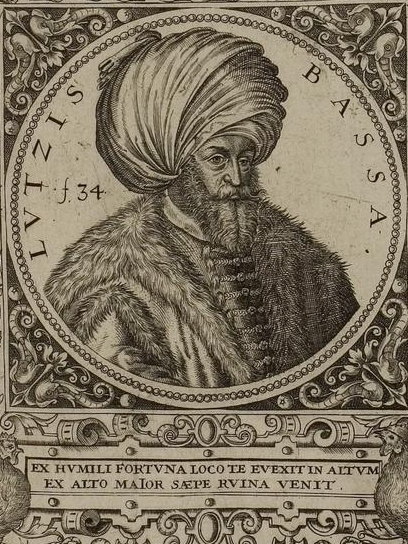
Retrato por Theodor de Bry.

Lütfi Bajá (1488 – 27 de marzo de 1564) fue un estadista y general otomano de origen albanés. Se desempeñó como gran visir del imperio otomano de 1539 a 1541 durante el reinado de Solimán el Magnífico. También fue un famoso erudito coránico y escritor, redactando 21 libros sobre religión e historia, de los cuales los más importantes son el tratado didáctico Asafname y el libro Tevâriḫ-i Âl-i ‘Os̱mân sobre sus experiencias bajo los sultantes Bayezid I, Selim I y Solimán.

## Biografía
Se convirtió en gran visir en 1539 tras la muerte de Ayas Mehmed Bajá, que tuvo esta posición por tres años tras la muerte de Pargalı Ibrahim Bajá. En 1541 protagonizó un incidente en el que agredió a su esposa Şah, la medio hermana del sultán, cuando ésta protestó por sus duros castigos a una mujer adúltera. Şah se divorció de Lütfi con permiso de Solimán, que además depuso a Lütfi, nombrando nuevo visir a Hadim Solimán Bajá.

## En la cultura popular
Es interpretado por Mehmet Özgür en la serie de 2011 Muhteşem Yüzyıl.